# Milton H. Mabry
Milton Harvey Mabry, född 17 juni 1851 i Pickens County i Alabama, död 3 mars 1919 i Tampa i Florida, var en amerikansk demokratisk politiker och jurist. Han var Floridas viceguvernör 1885–1889.
Mabry efterträdde 1885 Livingston W. Bethel som viceguvernör och ämbetet avskaffades fyra år senare. Först 1969 fick Florida en ny viceguvernör. Mabry tjänstgjorde som chefsdomare i Floridas högsta domstol 1895–1897.